# OT WORKS
『OT WORKS』（オーティー・ワークス）は、日本のシンガーソングライター・岡崎体育が2018年4月25日にSME Recordsから発売した1枚目の企画アルバムである。

## 内容
アルバムとしては前作『XXL』から約10ヶ月ぶりの作品で、初の企画アルバム。
今作にはメジャーデビューから2年の間に企業や番組とのタイアップのために書き下ろした楽曲が収録されている。
初回限定盤と通常盤の2形態で発売され、初回限定盤には「潮風」「割る!」「お風呂上がりにパピコを食べる歌」のミュージック・ビデオ、「ポーズ」「ジャリボーイ・ジャリガール」のアニメ『ポケットモンスター サン&ムーン』のノンクレジットエンディング映像、「コロコロコミック40周年のうた」のTVCM、「京都恋文疾走編」と「京之童子乱舞編」のGAINAX×KCGグループのコラボレーションCMを収録したDVDが付属された。

## 収録曲
1. 潮風
作詞・作曲・編曲：岡崎体育
1stシングルの表題曲。
2. ポーズ
作詞・作曲・編曲：岡崎体育
サトシ with ピカチュウ（松本梨香/大谷育江）とのスプリット・シングルの2曲目。
3. ジャリボーイ・ジャリガール
作詞・作曲：岡崎体育
編曲：シライシ紗トリ
3rdデジタルシングル曲。
4. 割る!
作詞・作曲・編曲：岡崎体育
岡崎体育÷JINRO名義で発売された、1stデジタルシングル曲。
5. お風呂上がりにパピコを食べる歌
作詞・作曲：岡崎体育
編曲：PandaBoY
6. 想いのかけら
作詞・作曲・編曲：岡崎体育
7. Emblem
作詞・作曲・編曲：岡崎体育
2ndデジタルシングル曲。
8. コロコロコミック40周年のうた
作詞・作曲・編曲：岡崎体育
9. MOMOTAROの歌
作詞・作曲・編曲：岡崎体育
10. 夢見崎★ラップ
作詞・作曲・編曲：岡崎体育
11. サドンデス
作詞・作曲・編曲：岡崎体育
私立恵比寿中学に提供した楽曲のセルフカバー。
12. MEASURE
作詞・作曲・編曲：岡崎体育
ボーナス・トラック。ヴィレッジヴァンガード下北沢店およびイベント会場のみで数量限定販売されたアルバムの表題曲。

## 参加ミュージシャン
- Sly Dunbar：Drums (#3)
- Robbie Shakespeare：Bass (#3)
- シライシ紗トリ：Sound Produce , Guitar , Keyboard , Other Instruments (#3)
- 海野あゆみ：Sax (#3)
- 織田祐亮：Trumpet (#3)
- 馬場桜祐：Trombone (#3)